# SN 2005dk
SN 2005dk – supernowa typu II odkryta 21 sierpnia 2005 roku w galaktyce IC4882. W momencie odkrycia miała maksymalną jasność 17,80m.